# 索朗扎西
索朗扎西（藏語：བསོད་ནམས་བཀྲ་ཤིས་，威利转写：bsod nams bkra shis，1990年6月—），西藏山南人，藏族，中国共产党党员。中华人民共和国政治人物、第十三届全国人民代表大会解放军和武警部队代表。

## 生平
2018年，索朗扎西被选为解放军和武警部队出席第十三届全国人民代表大会代表。